# Wilhelmine von Lichtenau
Wilhelmine von Lichtenau (született: Wilhelmine Enke) (Potsdam, 1752. december 29. – Berlin, 1820. június 9.) II. Frigyes Vilmos porosz király szeretője, Johann Elias Enke zenész leánya.

## Élete
II. Frigyes Vilmos mint trónörökös ismerkedett meg a bájos 13 éves leánykával Berlinben, az olasz operánál működő nővérének házánál. A király annyira megkedvelte, hogy Potsdamban és Párizsban neveltette és később szerelmi viszonyt folytatott vele. Öt gyermekük volt, de csak ketten élték túl a csecsemőkort, ők a von Mark grófi / grófnői rangot kapták:
- Moritz Alexander von der Mark gróf („das Anderchen”, 1779–1787), a király legkedvesebb fia, aki 9 évesen hunyt el.
- Marianne Diderica von der Mark grófnő (1780–1814), aki 1797-ben Friedrich zu Stolberg herceghez (1769–1805), majd 1807-ben Étienne de Thierry lovaghoz († 1843) ment feleségül.

Később a király kedvesét Rietz (Ritz) kamarásával házasította össze, akit trónraléptekor titkos kamarásává nevezett ki. Bár a király szívét előbb Julie von Voss, azután pedig Sophie von Dönhof grófkisasszony hódította el tőle, a Lichtenau és Frigyes Vilmos közötti viszony nem szakadt félbe. 1796-ban a király Lichtenaut grófnő rangjára emelte és egyúttal udvarának is bemutatta. Később 500 ezer tallérral és több birtokkal ajándékozta meg. Marianne leányának pedig a Stolberg gróffal való házassága alkalmával 200 ezer tallért adott hozományul.
Utódja, III. Frigyes Vilmos porosz király (1797) Lichtenaut elzáratta és perbe fogta, és ámbár Lichtenau az ellene emelt vádpontok alól tisztázta magát, a király mégis Glogauba internáltatta, és csak akkor bocsátotta szabadon, amikor összes vagyonáról feltétel nélkül lemondott. Erre aztán 4000 tallérnyi évjáradékot utalványozott neki. 1802-ben Holbein színházigazgatóval lépett újabb házasságra, akitől azonban 1806-ban megint elvált. 1811-ben visszakapta birtokainak egy részét. Emlékiratai 1808-ban jelentek meg.